# 印度内阁秘书处
印度內閣秘書處為負責印度政府行政工作的印度政府部門。印度內閣秘書處位於新德里內閣秘書處大樓中，該處也是印度內閣大部分成員的辦公場所。該建築位於印度新德里的瑞辛納山，並由兩座隔著國王大道的大樓組成。此外該建築也是許多印度重要部門的所在地。

## 概觀

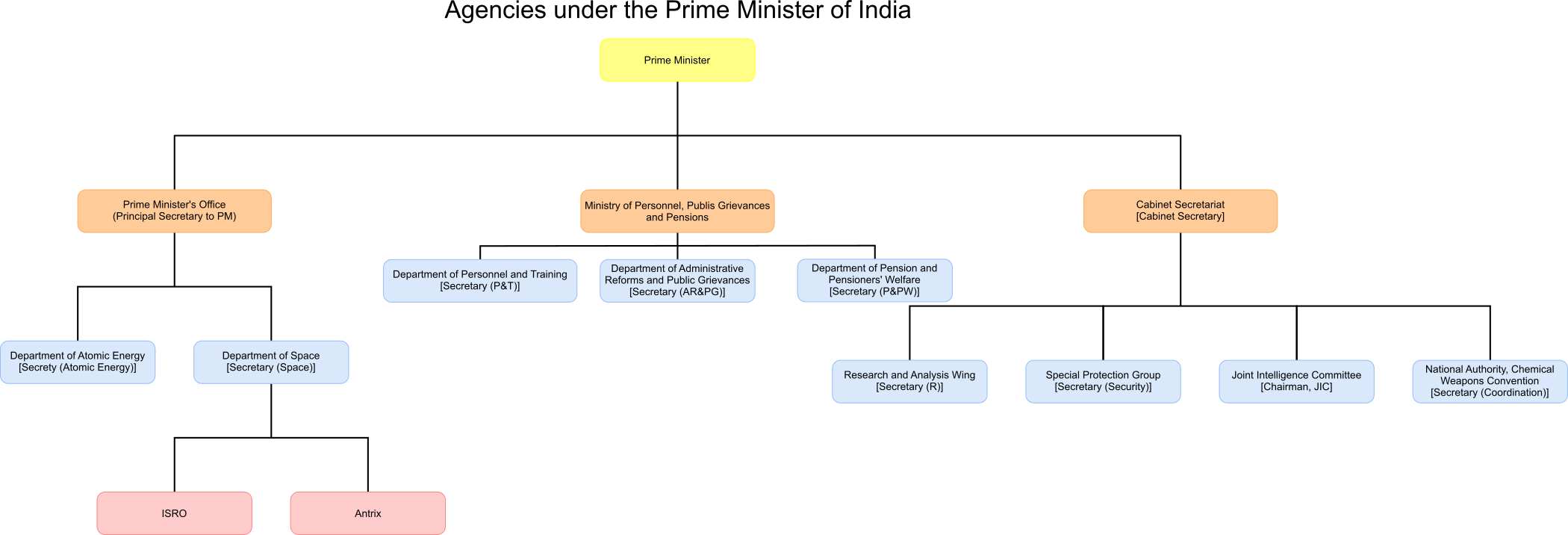
印度總理下的各個機構

印度內閣秘書處負責執行《1961年印度政府業務辦理規則》（Government of India (Transaction of Business) Rules 1961）和《1961年印度政府業務分配規則》（Government of India (Allocation of Business) Rules 1961），以確保政府部門遵守這些規定，促進政府業務辦理的順暢度。印度內閣秘書處還能夠協調和消除政府部門間的歧見、透過特設秘書委員會來達成共識，以協助政府做出決策。除此之外，新的政策也能透過這個機制進行推廣。

## 組織構造
印度內閣秘書處下轄三個處室：民生、軍事和情報。內閣秘書下還多名秘書領導各種部門，像是協調秘書就掌管內閣事務，並兼任國家化學武器公約管理局局長、安全秘書掌管特別衛隊、研究秘書則為官守議員，負責管理印度研究分析室，同時也是航空研究中心和特別邊防部隊的安全總幹事。公共申訴總署（Directorate of Public Grievances）同樣由內閣秘書處管理。

### 內閣秘書
內閣秘書為官守議員，為公務委員會（Civil Services Board）、內閣秘書處、行政服務局的首長，主管印度政府所有公務。
總的來說，內閣秘書是行政服務局最高層級的官員。在總統繼任順序中，內閣秘書順位為第11位。內閣秘書對總理負責，無固定任期限制。
在印度的行政系統成形前，所有的政府業務都由總督會同行政會議（Governor-General-in-Council，內閣秘書處前身）處理，行政會議以聯席協商委員會形式存在。隨著政府業務日趨複雜，許多政府部門的業務會交由會議中的成員處理，除了一些要事會由總督或會議全體成員處理。
第一代坎宁伯爵查尔斯·坎宁掌權期間，規範行政程序的《1861年行政會議法案》通過，建立了行政系統和總督行政會議（Executive Council of the Governor-General）。行政會議秘書處則由內閣秘書掌管。
1946年9月，臨時政府的憲法將行政會議秘書處更名為內閣秘書處，職權並沒有什麼更動。最主要的職權變更，就是將秘書處從一個傳遞文件給各部會或部長的地方，變成在各部會中進行協調的機構。

### 總理
印度內閣秘書處，直接向總理負責。任何內閣秘書處做出的政策決定，都必須受到總理和內閣秘書的簽字同意。印度總理為印度聯邦政府的首長，而印度總統則為國家元首。印度採用西敏制民主體制，因此由總理負責印度聯邦政府的日常運作。
部長聯盟理事會會協助總理完成他的工作，其中包括內閣秘書、非獨立或獨立的國務秘書，以及副總理。

### 專案監督小組
2013年6月，內閣秘書處內設立了一個名為專案監督小組（Project Monitoring Group）的單位，以追踪公共和私營部門停滯不前的投資項目，並迅速消除這些項目的實施瓶頸。此外還開設了一個網站以提供大眾追蹤總值100亿卢比（1.55亿美元）的投資項目。
2014年，該小組被搬遷至總理辦公室。

## 重要官員
| 姓名            | 職務名稱           |
| --------------- | ------------------ |
| 拉吉夫·高巴     | 內閣秘書           |
| S·K·辛哈（S·K Sinha）    | 安全秘書           |
| 薩曼特·戈爾     | 印度研究分析室秘書 |
| 阿倫·戈雅爾（Arun Goyal） | 協調額外秘書       |
| 拉杰什·布山（Rajesh Bhushan） | 額外秘書           |
| A·吉瑞達（A. Giridhar）    | 額外秘書           |

## 內閣秘書處大樓
內閣秘書處大樓由英國著名建築師赫伯特·貝克所設計，大樓採用了拉傑普坦風格，比如說賈麗（一種窗戶的裝飾，能夠阻擋熱帶的毒辣陽光和雨季的雨水）。另一個特點是其被稱為查特里的印度特有圓頂結構，在古代這樣的構造能夠提供過客躲避豔陽的庇蔭。
內閣秘書處大樓中有以下數個印度政府部門：
- 國防部[16]
- 財政部
- 外交部[17]
- 內政部
- 總理辦公室[17]

內閣秘書處大樓由南、北兩棟建築物組成，兩棟建築物中間的是印度總統府，下列是內閣秘書處大樓各部門的所在位置：
- 南大樓：總理辦公室、國防部[16]、外交部[17]
- 北大樓：財政部、內政部

## 註腳
1. ↑  印度研究分析室、特別衛隊、印度聯席情報委員會，以及國家化學武器公約管理局等部門的經費不包含在內。

## 資料來源
1. ↑  Thakur, Pradeep. . 印度時報. 新德里. 2017-05-02  [2018-01-14]. （原始内容存档于2020-04-13）.
2. ↑   (PDF). 印度財政部.   [2018-01-18]. （原始内容 (PDF)存档于2018-01-19）.
3. 1 2 3 4  .   [2019-11-12]. （原始内容存档于2020-12-21）.
4. 1 2 3 4  . 印度內閣秘書處.   [2019-11-12]. （原始内容存档于2020-09-19）.
5. ↑   (PDF). 印度內閣秘書處.   [2019-11-12]. （原始内容存档 (PDF)于2019-11-12）.
6. 1 2   (PDF).   [2019-11-12]. （原始内容存档 (PDF)于2019-11-12）.
7. ↑   (PDF). 印度聯邦院. 印度總統秘書處. 26 July 1979  [2017-09-24]. （原始内容存档 (PDF)于2014-07-04）.
8. ↑   (PDF). 印度內政部. 印度總統秘書處. 1979-07-26  [2017-09-24]. （原始内容 (PDF)存档于2014-05-27）.
9. ↑  . 印度內政部. 印度總統秘書處.   [2017-09-24]. （原始内容存档于2014-04-28）.
10. ↑  Maheshwari, S.R. . 新德里: Orient Blackswan Private Ltd. 2000. ISBN 9788125019886.
11. 1 2 3  . 印度內閣秘書處.   [2019-11-12]. （原始内容存档于2020-09-19）.
12. ↑  . 新聞情報局. 2013-06-13  [2018-01-18]. （原始内容存档于2011-03-02）.
13. ↑  Makkar, Sahil. . 商業標準報. 新德里. 2014-12-28  [2018-01-18]. （原始内容存档于2019-11-10）.
14. ↑  Nair, Rupam Jain; Das, Krishna N. Chalmers, John; Birsel, Robert , 编. . 路透社. 新德里. 2014-12-18  [2018-01-18]. （原始内容存档于2020-10-01）.
15. ↑   (PDF). 印度政府內閣秘書處. 2018-10-10  [2018-10-14]. （原始内容存档 (PDF)于2018-10-14）.
16. 1 2  . 印度國防部.   [2019-11-12]. （原始内容存档于2021-02-01）.
17. 1 2 3  . 印度外交部.   [2019-11-12]. （原始内容存档于2021-02-13）.

## 外部連結
- 印度政府內閣秘書處網站（页面存档备份，存于）
- 內閣秘書處績效管理部門網站
- 印度外交部網站中對南大樓的介紹
- 新德里歷史性建築